# Леман, Герберт
Герберт Генри Леман (англ. Herbert Henry Lehman; 28 марта 1878, Манхэттен, Нью-Йорк — 5 декабря 1963, Нью-Йорк) — американский политик-демократ из Нью-Йорка, банкир, полковник армии США, близкий друг Франклина Рузвельта и его преемник на посту губернатора штата Нью-Йорк.

## Биография
Родился в семье реформистской еврейки Бабетты и эмигранта из Германии Мейера, одного из трёх основателей инвестиционного банка Lehman Brothers.
Окончил Уильямс-колледж (англ. Williams College, Уильямстаун, Массачусетс) в 1899 году. С 1908 года партнёр семейного банка, вышел в отставку в 1928 году.
С 1917 г., с вступлением США в Первую мировую войну, служил в армии, получил чин капитана, потом полковника Генерального штаба. Демобилизовался в августе 1919 г.
В 1928 г. баллотировался на пост мэра Нью-Йорка, но проиграл выборы.
В 1929—1932 годах вице-губернатор штата Нью-Йорк Франклина Рузвельта. 
В 1933—1942 годах 45-й губернатор штата Нью-Йорк. Сотрудничал на этом посту с профсоюзами АФТ, возглавляемыми Джорджем Мини. 
В 1942 г. ушёл в отставку с должности губернатора, заняв пост директора Отдела помощи и восстановления в Государственном департаменте.
В 1943—1946 годах гендиректор ЮНРРА.
Потерпел неудачу на выборах в Сенат США в 1946 г.
В 1950—1957 годах сенатор США от Нью-Йорка. Считался одним из самых либеральных сенаторов и был открытым оппонентом сенатора Джозефа Маккарти. Был активным членом Американского еврейского конгресса.
C 1910 года был женат на Эдит Альтшуль.
Умер 5 декабря 1963 года от сердечной недостаточности и был похоронен на кладбище Кенсико. В том же году посмертно был награждён Президентской медалью Свободы.